# 345 Park Avenue
Il 345 Park Avenue è un grattacielo situato nel quartiere Midtown Manhattan, New York.

## Descrizione
L'edificio occupa un intero isolato, con la facciata rivolta verso Park Avenue e la parte posteriore che sii affaccia su Lexington Avenue, tra la 51a e la 52a strada.
Alto 193 metri e completato nel 1969, con 44 piani, è stato progettato da Emery Roth & Sons. È il 103º edificio più alto di New York.
È stato edificato sul sito dell'Hotel Ambassador, che era stato costruito nel 1921. L'Hotel fu venduto alla Sheraton Hotels nel 1958 e ribattezzato Sheraton-East. Fu poi demolito nel 1966 per far posto al 345 Park Avenue.
La struttura è stata utilizzata nella serie Sports Night di Aaron Sorkin dal 1998 al 2000.